# 무한도전의 수상 및 후보 목록
이 문서에서는 《무한도전》의 역대 수상 목록에 대해 다룬다.

## 2006년
- 2006년 MBC 방송연예대상

- 대상 : 유재석
- 쇼 버라이어티 부문

- 쇼버라이어티 부문 남자 최우수상 : 박명수
- 쇼버라이어티 부문 남자 우수상 : 하하

- 네티즌이 뽑은 올해 최고의 프로그램상 : ‘무한도전’
- 작가상 : 문은애

## 2007년
- 2007년 MBC 프로그램 제작상

- 최우수프로그램상 : ‘무한도전’
- 예능부문 우수프로그램상 : ‘무한도전’
- 공로상 : 김태호

- 2007년 MBC 방송연예대상

- 대상 : 무한도전 전체 멤버 (유재석, 박명수, 정준하, 정형돈, 노홍철, 하하)
- 우정상 : 박명수
- 시청자가 뽑은 최고의 프로그램상 : ‘무한도전’
- 작가상 : 주기쁨

## 2008년
- 제20회 한국PD대상

- TV예능부문 작품상 : ‘무한도전’

- 제44회 백상예술대상

- TV 예능부문 작품상 : ‘무한도전’

- 2008년 MBC 방송연예대상

- 쇼 버라이어티 부문 남자 우수상 : 정형돈
- PD들이 뽑은 최고의 프로그램상 : ‘무한도전’
- 베스트 엔터테이너 : 전진

- 제89회 전국 체육대회 에어로빅 동호인

- 일반부 6인조 (2위)

## 2009년
- 제36회 한국PD대상

- 연예오락부문 : ‘무한도전’
- TV 연출상 : 김태호

- 제1회 멜론 뮤직 어워드
  - 스페셜 앨범상 : 명카드라이브 - 냉면

- 2009년 MBC 방송연예대상

- 대상 : 유재석
- 버라이어티 부문

- 버라이어티 부문 남자 우수상 : 노홍철
- 버라이어티 부문 남자 신인상 : 길

- 시청자가 뽑은 최고의 프로그램상 : ‘무한도전’
- PD상 : ‘무한도전’

## 2010년
- 제22회 한국PD대상

- TV 예능부문 작품상 : ‘무한도전’

- 제11회 대한민국 국회대상

- 올해의 TV프로그램 : ‘무한도전’

- 2010년 MBC 방송연예대상

- 대상 : 유재석

- 쇼 버라이어티 부문 남자 최우수상 : 박명수

## 2011년
- 제3회 멜론 뮤직 어워드
  - 핫트렌드상 : 서해안 고속도로 가요제

- 2011년 MBC 방송연예대상
  - 베스트 커플상 : 박명수, 정준하
  - 쇼/버라이어티 부문 남자 최우수상 : 유재석

## 2012년
- 제45회 휴스턴 국제영화제 [2]

- 은상

- 2012년 MBC 방송연예대상

- 대상 : 박명수
- PD상 : 유재석
- 베스트 커플상 :  김C, 조정치

## 2013년
- 2013년 MBC 방송연예대상

- 쇼 버라이어티 부문

- 쇼버라이어티 부문 남자 최우수상 : 정형돈
- 쇼버라이어티 부문 남자 인기상 : 노홍철

- 네티즌이 뽑은 올해 최고의 프로그램상 :‘무한도전’
- 베스트 커플상 :  정형돈, G드래곤

## 2014년
- 2014년 MBC 방송연예대상[3]

- 대상 : 유재석
- 버라이어티 부문 남자 최우수상 : 정준하
- PD상 : 하하
- 시청자들이 뽑은 올해의 예능 프로그램상

## 2015년
- 제27회 한국PD대상
  - 작품상 - TV 예능
- 제42회 한국방송대상

- 대상 : ‘무한도전’

- 2015년 제18회 국제엠네스티 언론상

- 특별상 : ‘무한도전’

- 2015년 MBC 방송연예대상

- 버라이어티 부문 남자 최우수상 : 하하
- 시청자들이 뽑은 올해의 예능 프로그램상
- 올해의 작가상 : 이언주
- 공로상 : ‘무한도전’

## 2016년
- 2016년 MBC 방송연예대상

- 대상 : 유재석
- 버라이어티 부문 남자 최우수상 : 정준하
- 올해의 예능 프로그램상
- 인기상 : 양세형

## 2017년
- 제44회 한국방송대상
  - 작품상 - 예능 버라이어티
- 2017년 MBC 방송연예대상

- 버라이어티 부문 남자 최우수상 : 박명수
- 버라이어티 부문 남자 우수상 : 양세형